# Mentor Zhdrella
Mentor Zhdrella (ur. 6 października 1990 w Prisztinie) – kosowski piłkarz pochodzenia albańskiego, grający na pozycji ofensywnego pomocnika w Llapi Podujevo. Były reprezentant Kosowa. Najlepszy kosowski piłkarz roku w latach 2009, 2010, 2011 i 2012. 

## Kariera piłkarska

### Kariera klubowa
W latach 2005-2006 grał w KEK-u Obilić. Potem występował w KF 2 Korriku Prisztina, KF Prishtina i KF Hysi Podujevo. Dnia 28 marca 2014 Zhdrella dołączył do Drity Gnjilane do końca sezonu 2013/14. W czerwcu 2014 został zawodnikiem Partizani Tirana, odchodząc po zaledwie miesiącu z klubu, powracając do ojczyzny, dokładnie do KF Prishtina, w którym grał już w latach 2008-2009. Podpisał z klubem roczny kontrakt. Przydzielono mu numer na koszulce 7. W jednym z wywiadów Zhdrella powiedział: Prishtina to największy klub kraju, normalne jest bycie zawodnikiem tego klubu. Zadebiutował 16 sierpnia 2014 roku przeciwko KF Istogu. Jego strzał w 9. minucie zamienił się w bramkę samobójczą, dzięki niej Prishtina wygrała wyjazdowy mecz 2:1. Pierwszego gola strzelił 20 września 2014 w meczu domowym z KF Vëllaznimi Djakowica. 1 kwietnia strzelił swojego kolejnego gola dla Prishtiny, w wygranym meczu z KF Drenica Srbica 3:0. Ostatecznie strzelił 5 bramek w 33 ligowych meczach. Kiedy skończył się z klubem kontrakt, Zhdrella został wolnym agentem. W sierpniu 2015 został zawodnikiem KF Feronikeli Glogovac. W swoim pierwszym sezonie w drużynie, zagrał 22 mecze i strzelił 6 bramek, z klubem zdobywając mistrzostwo Superligi. W swoim drugim sezonie zagrał 20 meczów i strzelił 5 bramek, ale nie obronił tytułu z drużyną. W styczniu 2017 nominowano zawodnika do najlepszej jedenastki roku Superliga e Kosovës. W czerwcu opuścił Glogovac i przeniósł się do klubu z Podujevo - KF Llapi jako wolny agent. Zadebiutował 19 sierpnia przeciwko Drenicy Srbica, a mecz Llapi wygrało 1:0 na własnym stadionie. Swoją zdobycz bramkową w klubie otworzył 29 października przeciwko Vllaznii Požaranje, strzelając z rzutu wolnego.

### Kariera reprezentacyjna
19 maja 2014 Zhdrella został powołany do kadry Kosowa na mecze towarzyskie przeciwko reprezentacji Turcji i reprezentacji Senegalu. Zadebiutował 21 maja 2014 w towarzyskim meczu przeciwko Turkom, zmieniając Dardana Rexhepiego.